# Aethessa
Aethessa är ett släkte av skalbaggar. Aethessa ingår i familjen plattnosbaggar.
Kladogram enligt Catalogue of Life:
| Aethessa | \| \| Aethessa adamsoni \| \| \| \| \| \| Aethessa mumfordi \| \| \| \| |
|          | \| \| Aethessa adamsoni \| \| \| \| \| \| Aethessa mumfordi \| \| \| \| |
|          | Aethessa adamsoni                                                       |
|          |                                                                         |
|          | Aethessa mumfordi                                                       |
|          |                                                                         |